# Edward Bradley (politiker)
Edward Bradley, född 1808 i Ontario County, New York, död 5 augusti 1847 i New York, var en amerikansk demokratisk politiker. Han representerade delstaten Michigans andra distrikt i USA:s representanthus från mars 1847 fram till sin död fem månader senare.
Bradley flyttade 1839 till Detroit och studerade juridik. Han inledde 1841 sin karriär som advokat i Calhoun County, Michigan. Han blev året efter åklagare i Calhoun County och var ledamot av delstatens senat 1842-1843.
Bradley blev invald i representanthuset i kongressvalet 1846. Han var på väg till Washington, D.C. i augusti 1847 för att delta i kongressens arbete då han avled i New York City.